# You Know I'm No Good
You Know I'm No Good è un singolo della cantautrice inglese Amy Winehouse, pubblicato nel 2007 dalla Island Records ed estratto dall'album Back to Black. La canzone, prodotta da Mark Ronson, è il secondo singolo tratto dal suo secondo album.

## Descrizione
La canzone segue le orme dei singoli precedenti, essendo caratterizzata da sonorità R&B, con dei riferimenti al jazz, all'hip-hop e al soul. La canzone originale è stata registrata dalla sola Winehouse, mentre la versione remix è stata registrata anche da Ghostface Killah, membro del Wu-Tang Clan. Quest'ultima versione appare nell'album del cantante, More Fish. Il ritmo del basso è un campionamento di Jump Around degli House of Pain..
Il singolo è stato pubblicato nel Regno Unito l'8 gennaio 2007 ed è stato trasmesso in forte rotazione su BBC Radio. Anche la versione con Ghostface Killah è stata trasmessa per radio, e dai servizi di download legale. La posizione più alta che ha raggiunto è stata il diciottesimo posto nella Official Singles Chart il 14 gennaio 2007, settimana durante la quale, l'album Back to Black era al primo posto. Nel Regno Unito ha venduto ad oggi 51 565 copie. Il 16 gennaio 2007, il pezzo venne scelto come "Single of the Week" nell'iTunes Store statunitense.
Inoltre questa canzone viene usata in una versione instrumentale per il telefilm Diario di una squillo per bene.

## Video musicale
Il video è stato trasmesso per la prima volta da VH1 il 3 marzo 2007. Il 5 marzo 2007 è stato trasmesso per la prima volta da MTV e venne inserito tra i 10 video a rotazione più frequente.
Nel filmato si vede la cantante in numerose ambientazioni, tra cui un bar, una camera da letto ed una vasca da bagno. La trama è basata sulla relazione della Winehouse con il personaggio maschile.

## Tracce

### Versione britannica
1. You Know I'm No Good
2. To Know Him Is to Love Him (NapsterLive Session)

### Maxi version
1. You Know I'm No Good
2. Monkey Man
3. You Know I'm No Good (Skeewiff Mix)

## Remix
- Album Version - 4:17
- AOL Winter Live 2006 - 4:30
- Demo Version - 4:13
- GhostFace Mix [US] - 4:23
- GhostFace [UK] - 3:22
- Napster Live - 3:19
- Radio Edit - 3:37
- Skeewiff Mix - 5:45

## Classifiche
| Classifica (2007/2008) | Posizione massima |
| ---------------------- | ----------------- |
| Austria                | 50                |
| Belgio (Fiandre)       | 52                |
| Belgio (Vallonia)      | 69                |
| Canada                 | 54                |
| Europa                 | 47                |
| Francia                | 17                |
| Germania               | 77                |
| Irlanda                | 39                |
| Norvegia               | 12                |
| Paesi Bassi            | 40                |
| Regno Unito            | 18                |
| Slovacchia             | 29                |
| Stati Uniti            | 77                |
| Svizzera               | 7                 |
| Classifica (2011)      | Posizione massima |
| Francia                | 34                |
| Italia                 | 31                |
| Paesi Bassi            | 27                |
| Regno Unito            | 37                |
| Spagna                 | 48                |

## Cover
Una cover della canzone è stata cantata dal gruppo Arctic Monkeys nel 2007.
Una versione è stata pubblicata da Wanda Jackson nel 2011 e contenuta nell'album The Party Ain't Over (Nonesuch Records). Un'altra versione è stata cantata dalla cantante canadese Coeur de Pirate ed è contenuta nel suo album Trauma.